# La Jota (Tumbes)
La Jota es un caserío peruano ubicado en el distrito de Corrales, perteneciente a la provincia y el departamento de Tumbes, al norte del Perú. 

## Ubicación
La Jota se ubica al noroeste de la provincia de Tumbes, en el distrito de Corrales, en el departamento de Tumbes.

## Demografía
En 2017 La Jota tenía una población de 259 habitantes.
| Gráfica de evolución demográfica de La Jota entre 1993 y 2017 |
|                                                               |
| Fuentes: Población 1993 y 2017                                |